# Maenaca
Mènaca (grec antic: Μαινάκη, llatí: Maenaca) és el nom d'una ciutat grega de la costa sud d'Hispània, a la Bètica, conegut per les referències d'Estrabó i els Iambes al Rei Nicomedes, que la consideren una colònia de Focea. Si la referència fos certa, probablement seria la colònia grega més occidental.
Segons Estrabó, al seu temps encara se'n veien les ruïnes. El mateix autor desmenteix la identificació Entra Mènaca i la ciutat de Màlaca, que no era una ciutat grega, sinó fenícia, i era situada més a l'oest; tot i així, aquest error el repeteix Aviè en la sevaOra maritima.